# Ghiacciaio Eastwind
Il ghiacciaio Eastwind è un ghiacciaio lungo circa 10 km situato sulla costa meridionale dell'isola di Ross, nella regione centro-occidentale della Dipendenza di Ross, in Antartide. Il ghiacciaio, il cui punto più alto si trova a circa 900 m s.l.m., fluisce verso sud-ovest lungo la parte terminale del versante sud-occidentale del monte Terror, scorrendo poco a est del ghiacciaio Terror, fino a entrare nella baia Fog, andando ad alimentare la barriera di Ross.

## Storia
Il ghiacciaio Eastwind è stato scoperto nel 1840 dalla spedizione comandata da Sir James Clark Ross, ma è stato così battezzato solo in seguito, proseguendo la tradizione che vede le formazioni geografiche circostanti battezzati in ricordo di navi impiegate in Antartide, in omaggio all'USCGC Eastwind, un rompighiaccio statunitense che prese parte all'operazione Deep Freeze svolta nella stagione 1966-67.